# 阿滕多夫
阿滕多夫是奥地利施蒂利亚州格拉茨城郊县的一个市镇。总面积15.66平方公里，总人口1727人，人口密度110.3人/平方公里（2001年）。